# Paratrimma urospila
Paratrimma urospila is een straalvinnige vissensoort uit de familie van grondels (Gobiidae). De wetenschappelijke naam van de soort is voor het eerst geldig gepubliceerd in 1976 door Hoese & Brothers.